# 环球航空800号班机空难 (1964年)
環球航空800號班機（TW800/TWA800）是一架由紐約經巴黎、米蘭、羅馬、雅典飛往開羅的波音707，於1964年11月23日在羅馬-菲烏米奇諾機場的25號跑道起飛時墜毀，導致機上50人罹難。值得一提的是，800號這一航班號曾發生過2次空難，另1次是1996年7月17日在美國紐約大西洋發生的波音747爆炸事件，造成機上230人全部罹難。

## 事故經過
TWA800號班機於美國中部時間11月22日晚22時05分從堪薩斯城機場起飛，經停芝加哥、紐約，在紐約更換機組後飛往巴黎和米蘭，於歐洲中部時間11月23日13時15分抵達羅馬。14時05分，這架波音707在25跑道加速，準備起飛，在加速至80節時，4號發動機的推力突然消失，2號引擎推力反向器的啟動指示燈也隨之亮起。當班機長弗農·洛維爾此時採取了中斷起飛的操作，升起擾流板，啟動了所有發動機的推力反向器。這架波音707開始右傾，而滑行道上有一台蒸汽動力壓路機，4號引擎以40節的速度撞上壓路機，使得飛機墜毀於跑道旁。右側機翼油箱於20秒之後起火爆炸，隨後中央油箱爆炸。
航空安全網的记录显示，该事故造成62名乘客中的45人以及11机组人员中的5人死亡，而根据《TARPA topics》的记录，73名乘客和機組人員中，49人在第二次爆炸前逃出飞机，然而其中仍有25人因第二次爆炸而亡或在医院伤重不治，最終只有24人生還。

## 事發原因
意方於1966年4月公佈了此次TWA800空難的調查報告。調查顯示，800號班機4號發動機的壓力比指示器給出了錯誤的信息，當時4號引擎推力正常。這一儀器曾從另一架波音707上被取下，安裝在此次失事的N769TW上。警示燈亮起時，2號引擎的推力反向器並未打開，在機長試圖開啟全部引擎的推力反向器時亦未能打開。2號引擎仍然提供向前的推力，這使得該波音707右偏，最終撞向壓路機，損毀4號引擎的燃油管道。

## 類似事故
- 中國東方航空5510號班機空難
- 環球航空843號班機事故
- 巴西天馬航空3054號班機